# District de Nakatado
Le district de Nakatado (仲多度郡, Nakatado-gun) est un district de la préfecture de Kagawa au Japon.

## Géographie

### Démographie
Selon l'estimation du 1er décembre 2011, sa population était de 52 406 habitants pour une superficie de 227,13 km2, donnant ainsi une densité de population de 231 hab./km2.

### Municipalités du district
- Kotohira
- Mannō
- Tadotsu